# Surkh Rod (huyện)
Surkh Rod là một huyện thuộc tỉnh Nangarhar, Afghanistan. Dân số thời điểm năm 1999 là 110,278 người.